# Hetaerina duplex
Hetaerina duplex – gatunek ważki z rodziny świteziankowatych (Calopterygidae).